# Hemiaspis
Hemiaspis är ett släkte av ormar. Hemiaspis ingår i familjen giftsnokar.
Arterna är med en längd upp till 60 cm små ormar. De förekommer i östra Australien och vistas i olika slags skogar. Dessa ormar jagar groddjur och små ödlor. Honor lägger inga ägg utan föder levande ungar. Giftet föreställer allmänt ingen fara för människor. Dessa ormar har en brun, grå eller olivgrön färg. Exemplaren lever i låglandet och i bergstrakter upp till 1320 meter över havet. IUCN listar Hemiaspis damelii som starkt hotad (EN) och Hemiaspis signata som livskraftig (LC).
Arter enligt Catalogue of Life och The Reptile Database:
- Hemiaspis damelii
- Hemiaspis signata